# Alsace de Bagnolet
L'Alsace de Bagnolet è una società cestistica avente sede a Bagnolet, in Francia. Fondata nel 1938 gioca nel campionato francese.

## Palmarès
- Campionato francese: 3

1960-61, 1961-62, 1966-67